# Liste der Baudenkmale in Knorrendorf
In der Liste der Baudenkmale in Knorrendorf sind alle denkmalgeschützten Bauten der Gemeinde Knorrendorf (Mecklenburg-Vorpommern) und ihrer Ortsteile aufgelistet. Grundlage ist die Veröffentlichung der Denkmalliste des Landkreises Mecklenburgische Seenplatte (Auszug) vom 20. Januar 2017.

## Baudenkmale nach Ortsteilen

### Friedrichsruh
| ID  | Lage      | Bezeichnung  | Beschreibung | Bild |
| --- | --------- | ------------ | ------------ | ---- |
| 372 | Gutshof 1 | Gutshaus mit |              |      |
| 372 |           | Park und     |              |      |
| 372 |           | Tor          |              |      |

### Gädebehn
| ID  | Lage                  | Bezeichnung  | Beschreibung | Bild |
| --- | --------------------- | ------------ | --- | ---- |
| 373 | B 104                 | Meilenstein  | |      |
| 374 | Treptower Straße 1, 2 | Friedhof mit | |      |
| 374 |                       | Mausoleum    | |      |
| 375 | Zum Gutshaus 8        | Gutshaus mit | 2-gesch., 13-achs. sanierter Putzbau mit Mittelrisalit und Walmdach von um 1850, Turmabriss um 1980. Gutsbesitz u. a. der Familien von Schurff (1722–1760), von der Lancken, von Meyenn (ab 1847) und von Flotow (1888 bis 1921), nach 1945 Konsum, Kindergarten und Wohnhaus, heute u. a. Gästezimmer. |      |
| 375 |                       | Park         | |      |

### Kastorf
| ID   | Lage              | Bezeichnung            | Beschreibung | Bild           |
| ---- | ----------------- | ---------------------- | --- | -------------- |
| 575  | Dorfplatz         | Gutsanlage mit         | 3-gesch., 9-achs. Putzbau mit Mittelrisalit mit Treppengiebel vom Anfang des 18. Jh., neogotischer Umbau im 19. Jh. Gut u. a. im Besitz der Familien von Maltzan (15. Jh.) von Kalden (1740), von Burkersroda (1770), von Moltke (1775), von Brockdorff (vor 1880 bis 1945); heute Gaststätte | Weitere Bilder |
| 575  | Dorfplatz 8, 9,10 | Gutshaus,              | | Weitere Bilder |
| 575  |                   | Park,                  | |                |
| 575  | Dorfplatz 5, 6    | Verwalterhaus,         | |                |
| 575  | Dorfplatz 1       | Garage,                | |                |
| 575  | Bahnhofstraße 3   | Scheune,               | |                |
| 575  | Bahnhofstraße 20  | Stall und              | |                |
| 575  | Wolder Straße     | Torpfeiler             | | Weitere Bilder |
| 1207 | Bahnhofstraße 4   | Stallspeicher          | |                |
| 576  | Wolder Straße 16  | Kirche mit             | Backsteinbau von 1788 gegliedert mit Wandvorlagen, einbezogener 3-gesch. leicht vorspringender Westturm mit Pyramidendach; Innen: Flachgedeckt, hölz., hoher Kanzelaltar | Weitere Bilder |
| 576  |                   | Friedhof und           | |                |
| 576  |                   | Feldsteinmauer         | |                |
| 577  | Wolder Straße     | Kriegerdenkmal 1914/18 | |                |
| 578  | Wolder Straße 18  | Pfarrhaus              | |                |

## Quelle
- Karte der Baudenkmale im Geoportal des Landkreises